# Leo Linkovesi
Leo Ensio Linkovesi (8. dubna 1947 Helsinky – 7. listopadu 2006 Kerava) byl finský rychlobruslař.
Finských šampionátů se účastnil od roku 1969, v roce 1970 startoval na premiérovém ročníku Mistrovství světa ve sprintu. Zúčastnil se Zimních olympijských her 1972, kde byl v závodě na 500 m na šestý (kromě toho skončil na trati 1000 m na 34. místě). O několik týdnů později dosáhl svého největšího úspěchu, když získal zlatou medaili na světovém sprinterském šampionátu. Od sezóny 1972/1973 působil v profesionální lize International Speed Skating League (ISSL), na jejímž sprinterském mistrovství světa v roce 1973 byl druhý. ISSL však zanikla v roce 1974 a Linkovesi v dalších letech (do roku 1980) startoval již pouze na finských šampionátech. Jeden závod absolvoval ještě v roce 1984.